# Niphona stramentosa
Niphona stramentosa är en skalbaggsart som beskrevs av Stefan von Breuning 1938. Niphona stramentosa ingår i släktet Niphona och familjen långhorningar. Inga underarter finns listade i Catalogue of Life.